# مارك لافوين
مارك لافوين (مواليد 6 أغسطس 1962) هو مغني وممثل فرنسي بدأ مسيرته الفنية عام 1983.

## وصلات خارجية
- مارك لافوين على موقع IMDb (الإنجليزية)
- مارك لافوين على موقع ألو سيني (الفرنسية)
- مارك لافوين على موقع ميوزك برينز (الإنجليزية)
- مارك لافوين على موقع أول موفي (الإنجليزية)
- مارك لافوين على موقع ديسكوغز (الإنجليزية)
- مارك لافوين على موقع قاعدة بيانات الفيلم (الإنجليزية)
- مارك لافوين على موقع كينوبويسك (الروسية)